# 斯蒂爾森·哈欽斯

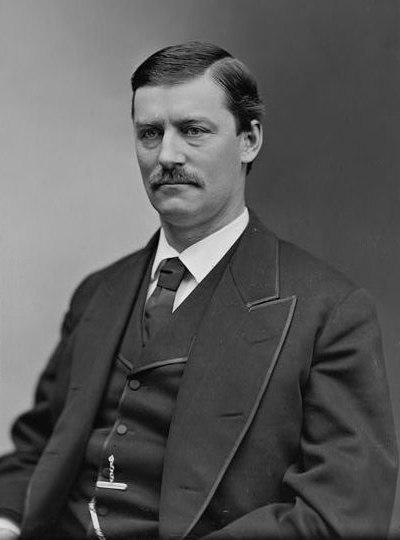
斯蒂爾森·哈欽斯

斯蒂爾森·哈欽斯（1838年11月14日 - 1912年4月23日）是一位美国报纸记者和出版商，也是华盛顿邮报的创始人。斯蒂爾森·哈欽斯同情美利堅聯盟國，支持當時的美國民主黨，并且斯蒂爾森·哈欽斯是一位種族主義者，他對非裔美国人、亚裔美国人和移民非常反感。 